# 劉芳久
劉芳久，貴州平溪衛（今屬贵州省铜仁市玉屏县）人。明朝末年政治人物，天啓丁卯貴州解元。

## 生平
天啓七年（1627年），劉芳久中式丁卯科貴州鄉試第一名舉人（解元）。崇禎時，官順天府涿州知州，勤政愛民。李自成迫近京師，軍需供辦齊備。陞浙江布政使司參政。